# Куценко, Александр Андреевич
Александр Андреевич Куценко (13 мая 1902 года, станция Огульцы, Харьковская губерния — 7 августа 1966 года, Киев) — советский военный деятель, военный педагог, генерал-майор (17 января 1944 года).

## Начальная биография
Александр Андреевич Куценко родился 13 мая 1902 года на станции Огульцы ныне Валковского района (Харьковская область, Украина) в семье рабочего.
После окончания трехклассного железнодорожного училища с 1917 года работал чернорабочим службы пути на железнодорожной станции Огульцы.

## Военная служба

### Гражданская война
15 мая 1920 года призван в ряды РККА и направлен на учёбу на 5-е Харьковские артиллерийские курсы, во время которой в августе того же года в составе 1-й батареи 1-й Харьковской бригады курсантов (1-я сводная дивизия курсантов) направлен на Южный фронт, где принимал участие в боевых действиях против войск под командованием П. Н. Врангеля и Н. И. Махно.

### Межвоенное время
В феврале 1921 года Куценко продолжил учёбу на 5-х Харьковских курсах, после окончания которых в сентябре того же года направлен на учёбу на кавалерийское отделение Харьковской школы червоных старшин имени ВУЦИК, после окончания которого в октябре 1924 года назначен на должность командира взвода в составе 14-го кавалерийского полка (3-я Бессарабская кавалерийская дивизия, Украинский военный округ), в ноябре 1926 года — на должность инструктора верховой езды в Харьковской школе червоных старшин, а в декабре 1931 года — на должность помощника начальника штаба 15-го кавалерийского полка. С апреля 1932 года исполнял должность помощника начальника по хозяйственной части Житомирской автошколы, однако в декабре того же года вернулся на прежнюю должность помощника начальника штаба.
В январе 1933 года А. А. Куценко направлен на учёбу на московские курсы усовершенствования командного состава моторизованных и механизированных войск РККА, после окончания которых в октябре того же года вернулся в 15-й кавалерийский полк (Украинский военный округ), где назначен на должность начальника продовольственного снабжения, а в октябре 1935 года — на должность начальника продовольственно-фуражного довольствия.
В ноябре 1938 года направлен на учёбу в Военную академию имени М. В. Фрунзе, после окончания которой 19 апреля 1941 года назначен на должность помощника командира полка по хозяйственной части 55-го мотострелкового полка (55-я танковая дивизия, 25-й механизированный корпус, Харьковский военный округ).

### Великая Отечественная война
С началом войны дивизия была передислоцирована и включена в состав Западного фронта. 18 июля 1941 года Куценко принимал участие в бою в районе города Пропойск, а уже 19 июля назначен на должность командира 710-го мотострелкового полка. 24 июля был ранен в ногу, после чего лечился в госпиталях Москвы и Куйбышева.
По излечении 2 сентября назначен на должность командира 1170-го стрелкового полка в составе 348-й стрелковой дивизии (Приволжский военный округ), формировавшейся в Бузулуке. В ноябре дивизия была передислоцирована в район села Рогачёво (ныне Дмитровский городской округ, Московская область), где была включена в состав 30-й армии и вскоре принимала участие в ходе Клинско-Солнечногорской оборонительной и наступательной операций и затем в боевых действиях на ржевском направлении.
9 февраля 1942 года назначен на должность командира 174-я стрелковой дивизии, которая 17 марта была преобразована в 20-ю гвардейскую стрелковую дивизию и 8 апреля выведена в резерв Калининского фронта.
22 мая 1942 года назначен на должность командира 243-й стрелковой дивизии, которая вскоре принимала участие в ходе Ржевско-Сычёвской наступательной операции и затем в боевых действиях на ржевском направлении. 29 декабря была выведена в резерв Ставки Верховного Главнокомандования, передислоцирована в район села Лог северо-западнее Сталинграда, где была включена в состав 3-й гвардейской армии, после чего принимала участие в ходе Ворошиловградской наступательной операции и освобождении города Ворошиловград, после чего заняла оборонительный рубеж по реке Северский Донец. Вскоре дивизия под командованием полковника А. А. Куценко принимала участие в боевых действиях в ходе Изюм-Барвенковской, Донбасской, Запорожской наступательных операций и битвы за Днепр, после чего перешла к обороне.
С 24 января 1944 года лечился по болезни в госпитале, а с 9 марта — в Кисловодском санатории.
На основании постановления Государственного Комитета Обороны № 6002 от 4 июня 1944 года и директивы Генерального штаба КА № ОРГ/309472 от 10 июня 1944 года было образовано Тамбовское суворовское военное училище, а генерал-майор Александр Андреевич Куценко 28 июня 1944 года назначен начальником этого училища.

### Послевоенная карьера

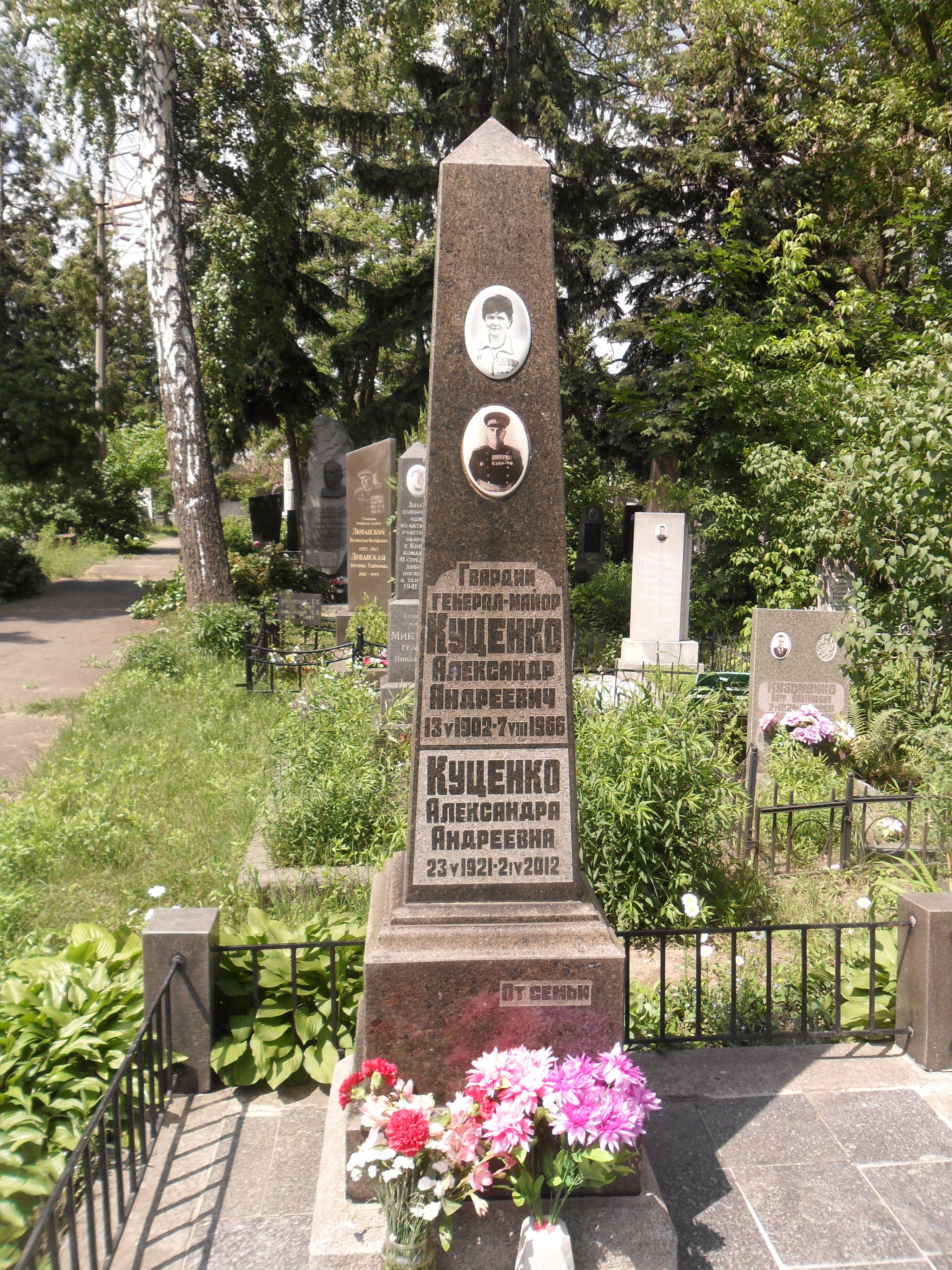
Могила А. А. Куценко и его жены на Лукьяновском военном кладбище города Киев.

После окончания войны находился на прежней должности.
С декабря 1945 года генерал-майор А. А. Куценко находился в распоряжении Главного управления кадров.
В июле 1946 года назначен на должность начальника Ставропольского суворовского военного училища, в августе 1949 года — на должность начальника военной кафедры Ставропольского сельскохозяйственного института, а в сентябре 1950 года — на должность начальника военной кафедры Киевского государственного института физической культуры.
Генерал-майор Александр Андреевич Куценко уволен в отставку 9 декабря 1954 года по болезни с правом ношения военной формы с особыми отличительными знаками на погонах. Умер 7 августа 1966 года в Киеве. Похоронен на Лукьяновском военном кладбище.

## Награды
- Орден Ленина (30.04.1945)[3];
- Четыре ордена Красного Знамени (16.02.1942[6], 30.01.1943[6], 03.11.1944[6], 19.11.1951[6]);
- Орден Отечественной войны 1 степени (19.03.1945[6])[3].
- Медали.